# Ardisia bastonalensis
Ardisia bastonalensis är en viveväxtart som beskrevs av Ricketson och Pipoly. Ardisia bastonalensis ingår i släktet Ardisia och familjen viveväxter. Inga underarter finns listade i Catalogue of Life.